# Сельское поселение Романовка
Сельское поселение Романовка — муниципальное образование в Хворостянском районе Самарской области.
Административный центр — село Романовка.

## Административное устройство
В состав сельского поселения Романовка входят:
- посёлок Иерусалимский,
- село Романовка.